# Кубок Північної Македонії з футболу 2021—2022
Кубок Північної Македонії з футболу 2021–2022 — 30-й розіграш кубкового футбольного турніру в Македонії. Титул вдруге здобула Македонія ГП.

## Календар
| Раунд        | Дата               | Матчі | Клуби   |
| ------------ | ------------------ | ----- | ------- |
| Перший раунд | 15-22 вересня 2021 | 14    | 30 → 16 |
| 1/8 фіналу   | 20 жовтня 2021     | 8     | 16 → 8  |
| 1/4 фіналу   | 1-15 грудня 2021   | 4     | 8 → 4   |
| 1/2 фіналу   | 20 квітня 2022     | 2     | 4 → 2   |
| Фінал        | 20 травня 2022     | 1     | 2 → 1   |

## Перший раунд
| Команда 1                 | Рахунок      | Команда 2               |
| ------------------------- | ------------ | ----------------------- |
| 15 вересня 2021           |              |                         |
| Детоніт Жуніор (2)        | 0:3          | Македонія Гьорче Петров |
| Побєда (2)                | 1:1 пен. 4:5 | Вардар                  |
| Беса (Добри Дол) (2)      | 1:1 пен. 3:4 | Скоп'є                  |
| Локомотива (Градсько) (2) | 0:2          | Охрид (2)               |
| Гостивар (2)              | 0:4          | Ренова                  |
| Люботен (3)               | 0:9          | Пелістер                |
| Корабі (Дебар) (2)        | 1:2          | Беласиця (2)            |
| Слога 1934 (2)            | 0:3          | Работнічкі              |
| Новаці (3)                | 0:2          | Тиквеш                  |
| Саса (2)                  | 0:2          | Струга                  |
| Воска Спорт (2)           | 0:1          | Брегальниця (Штип)      |
| 22 вересня 2021           |              |                         |
| Пехчево (2)               | 0:2          | Шкендія                 |
| Нью Старс (3)             | 1:4          | Борец                   |
| Велешта (2)               | 0:1          | Шкупі                   |

## 1/8 фіналу
| Команда 1          | Рахунок      | Команда 2               |
| ------------------ | ------------ | ----------------------- |
| 20 жовтня 2021     |              |                         |
| Академія Пандєва   | 1:1 пен. 3:5 | Македонія Гьорче Петров |
| Вардар             | 0:0 пен. 4:2 | Скоп'є                  |
| Брегальниця (Штип) | 4:0          | Охрид (2)               |
| Шкендія            | 5:0          | Ренова                  |
| Беласиця (2)       | 2:4          | Сілекс                  |
| Пелістер           | 0:0 пен. 5:4 | Работнічкі              |
| Шкупі              | 1:0          | Тиквеш                  |
| Струга             | 1:1 пен. 5:4 | Борец                   |

## 1/4 фіналу
| Команда 1               | Рахунок      | Команда 2          |
| ----------------------- | ------------ | ------------------ |
| 1 грудня 2021           |              |                    |
| Сілекс                  | 1:1 пен. 5:4 | Брегальниця (Штип) |
| Шкендія                 | 0:0 пен. 2:4 | Струга             |
| Македонія Гьорче Петров | 0:0 пен. 4:1 | Шкупі              |
| 15 грудня 2021          |              |                    |
| Пелістер                | 0:0 пен. 3:2 | Вардар             |

## 1/2 фіналу
| Команда 1      | Рахунок      | Команда 2               |
| -------------- | ------------ | ----------------------- |
| 20 квітня 2022 |              |                         |
| Пелістер       | 0:1          | Сілекс                  |
| Струга         | 0:0 пен. 2:4 | Македонія Гьорче Петров |

## Фінал
| 20 травня 2022 19:00 (18:00 CEST) |

| Македонія Гьорче Петров                               | 0:0      | Сілекс                                                        |
| ----------------------------------------------------- | -------- | ------------------------------------------------------------- |
|                                                       | Протокол |                                                               |
|                                                       | Пенальті |                                                               |
| - Адем - Личина - Атанаскоський - Попзлатанов - Еміні | 4:3      | - Аліджі - Цветаноський - Райков - Стойчевський - Каланоський |

| Тоше Проескі, Скоп'є Арбітр: Александар Груйоський |